# Edmund Hofmann von Aspernburg

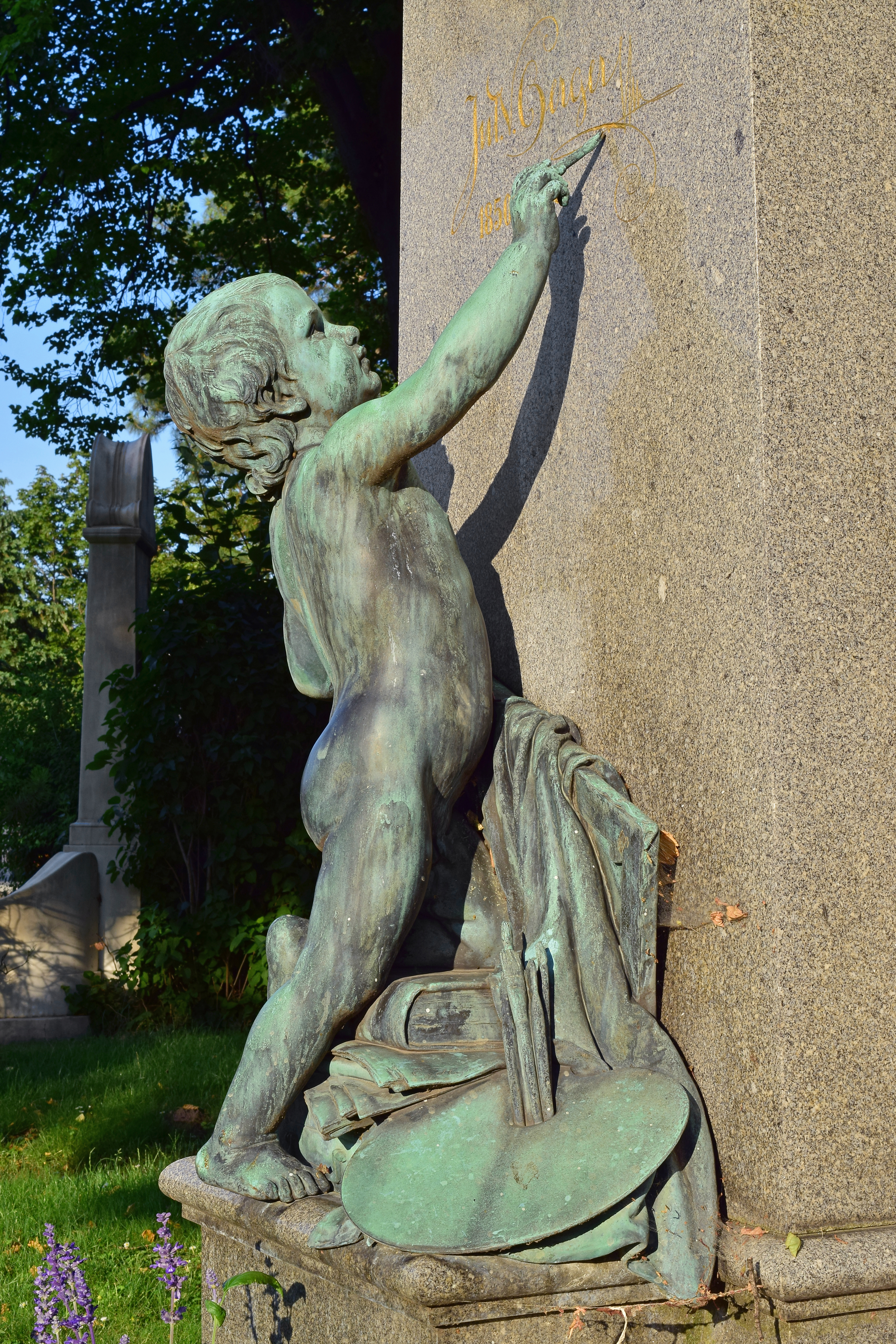
Grabmal von Julius Victor Berger, geschaffen von Edmund Hofmann von Aspernburg

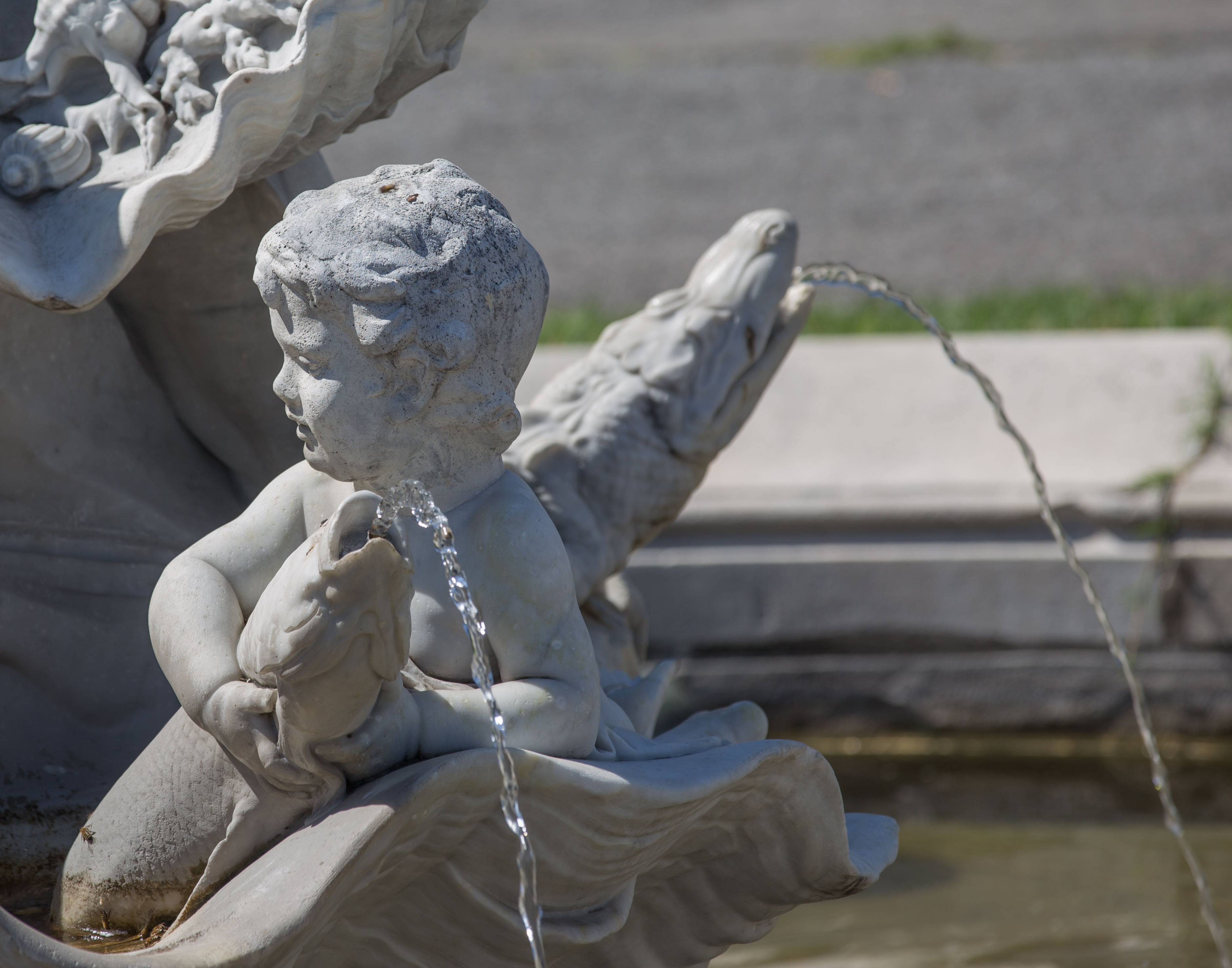
Detail des Tritonen- und Najadenbrunnens

Edmund Paul Andreas Hofmann von Aspernburg (* 2. November 1847 in Pest; † 30. März 1930 in Wien) war ein österreichischer Bildhauer.

## Leben

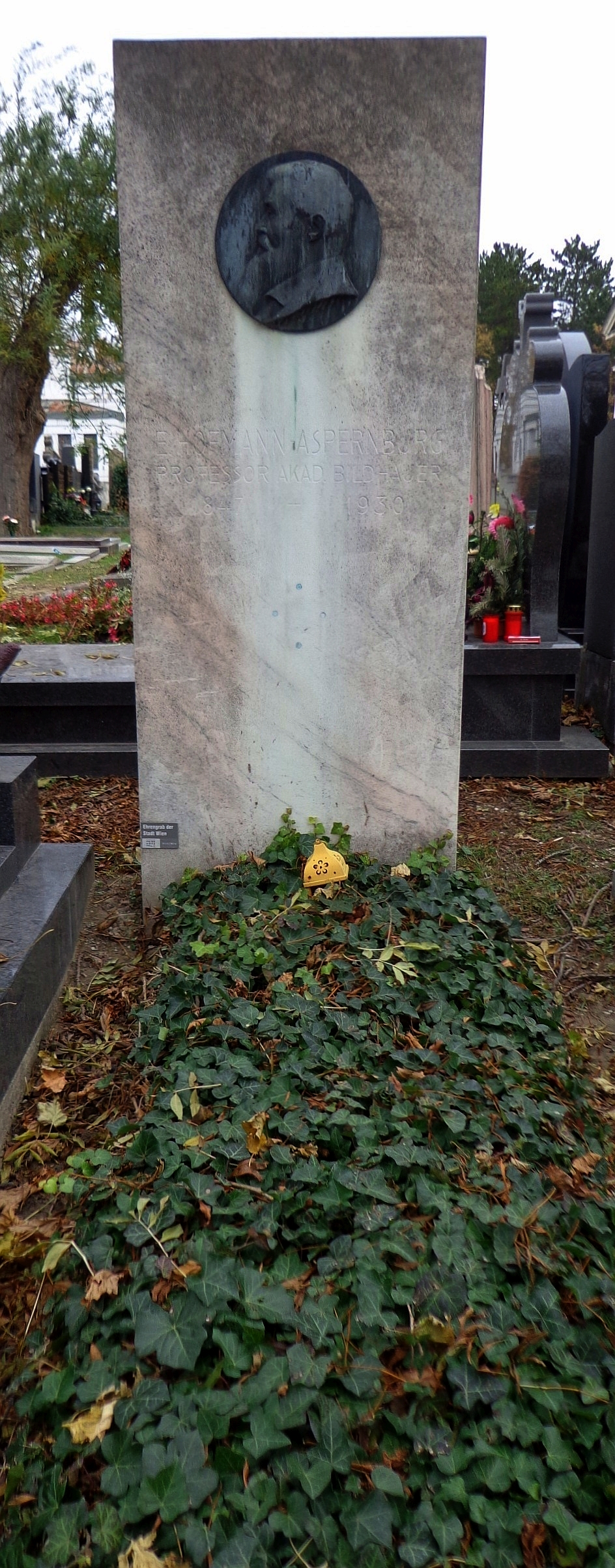
Ehrengrab von Edmund Hofmann von Aspernburg

Edmund Hofmann von Aspernburg absolvierte sein Studium an der Wiener Akademie der Bildenden Künste. Zu seinen Lehrern gehörten F. Bauer, Carl Kundmann und Caspar von Zumbusch. 1873 erhielt Hofmann von Aspernburg den Reichel-Preis. Der Bildhauer war in der Ringstraßenzeit beliebt und erhielt zahlreiche Aufträge, auch von der öffentlichen Hand. Ab 1875 war Hofmann von Aspernburg Mitglied des Wiener Künstlerhauses. 1932 wurde eine Gedächtnisausstellung für den Künstler veranstaltet.
Edmund Hofmann von Aspernburg ist in einem Ehrengrab auf dem Wiener Zentralfriedhof (Gruppe 12 A, Reihe 12, Nr. 4) bestattet.

## Werke
Zu Edmund Hofmann von Aspernburgs Werken gehören Herkules und die Hydra von 1890 am Wiener Burgtor am Michaelerplatz, Brunnenfiguren auf dem Maria-Theresien-Platz, die bronzenen, von Amoretten gelenkten Kentauren an der Freitreppe der Akademie der Bildenden Künste aus den Jahren 1890/91 sowie das bronzene Standbild des Namensgebers auf dem Friedrich-Schmidt-Platz aus dem Jahr 1896. Nicht erhalten geblieben ist der Erzherzog-Karl-Ludwig-Brunnen, der sich im 18. Bezirk befand und 1904–1906 entstand. Ein Teil des plastischen Schmucks des Parlamentsgebäudes, des Burgtheaters, des Naturhistorischen Museums, des Künstlerhauses, des Wiener Rathauses, der Universität und anderer öffentlich zugänglicher Bauwerke wurde ebenfalls von Hofmann von Aspernburg gestaltet. 
Auf dem Wiener Zentralfriedhof befinden sich Ehrengrabmale, die Hofmann von Aspernburg schuf: das Grabmal für den Maler Karl von Blaas und das Ehrengrabmal für den Maler Julius Victor Berger.
Außerhalb Wiens finden sich Denkmäler von der Hand des Künstlers z. B. in Cormòns, Görz, Marburg an der Drau und Temesvár.